# Valeriy Honcharov
Ne doit pas être confondu avec Valery Goncharov, un nageur ayant participé à l'épreuve de plongeon lors des JO 1988
Valeriy Honcharov (ukrainien : 'Валерій Гончаров, Valeriy Honcharov, parfois Goncharov comme en russe), né le 19 septembre 1977 à Kharkiv, est un gymnaste ukrainien.

## Palmarès

### Jeux olympiques
- Sydney 2000
  -  médaille d'argent par équipes

- Athènes 2004
  -  médaille d'or aux barres parallèles

### Championnats du monde
- Melbourne 2005
  -  médaille de bronze à la barre fixe

### Championnats d'Europe
- Ljubljana 2004
  -  médaille d'argent aux barres parallèles